# Karl Jachnick
Johann Karl Benjamin Jachnick (* 3. Mai 1770 in Groß Tschirnau, Kreis Guhrau; † 22. Juli 1851 in Köln) war ein preußischer Generalmajor.

## Leben

### Familie
Johann Karl Benjamin war ein Sohn des Bürgermeisters von Groß Tschirnau Johann Daniel Jachnick. Seine Mutter Karoline Amalie Textor war die Tochter des Kreissteuereinnehmers.
Er vermählte sich 1812 in Narz, Kreis Braunsberg, mit Friederike Wilhelmine Alexandria von Swietlicki, Tochter des Majors Gottfried von Swietlicki. Mit ihr hatte er vier Kinder:
- Alexandria Susanna Ida (* 1816)
- Friedrich Wilhelm Alexander (* 30. September 1818; † 18. Dezember 1844), Sekondeleutnant in der 3. Ingenieurinspektion[3]
- Johanna Augustina Emilie (* 1820)
- Ludwig (* 1822), Pionieroffizier

### Werdegang
Jachnick besuchte ab 1784 die Schule in Glogau, daneben erhielt er Privatunterricht in den Ingenieurwissenschaften. Seine Laufbahn in der preußischen Armee begann er 1787 als Freiwilliger beim Ingenieurkorps. Ab November selben Jahres besuchte er die Ingenieurakademie in Potsdam, war noch im Mai 1791 Schüler bei Schanzarbeiten in Glatz. 1792 avancierte er zum Sekondeleutnant im Ingenieurkorps und nahm am Ersten Koalitionskrieg, insbesondere dem Bombardement von Verdun, dem Angriff auf Kostheim und den Belagerungen von Mainz und Landau teil. Er wurde 1795 nach Stettin versetzt, wo er Geländeaufnahmen machte. Am 7. Juli 1799 wurde er nach Pillau versetzt, wo er ab 1800 den Dünenbau auf der Frischen Nehrung leitete, 1801 war er einige Wochen zu ähnlichen Arbeiten in Memel. Als bei Wehlau Befestigungen geplant wurden, war Jachnick mit den Vermessungsarbeiten und der Nivellierung beauftragt.
Am 10. Oktober 1804 wurde er Ingenieuroffizier vom Platz in Lenczyc, wo die Befestigungen weiter ausgebaut wurden. Nach Beendigung der Arbeiten wurde er 1806 nach Ortelsburg versetzt. Aber nach Ausbruch des Vierten Koalitionskrieges wurde er am 1. Oktober 1806 nach Danzig versetzt. Er war in der Festung Weichselmünde und zeichnete sich 1807 bei der Verteidigung von Danzig aus, wofür er den Pour le Mérite erhielt. Nach der Kapitulation von Danzig, kam er nach Pillau, wo er Verschanzungen auf der Nehrung baute.
Ebenfalls 1807 stieg er zum Stabskapitän auf. Anfang 1810 wurde er zum Mitglied der Kommission zum Aufbau des Pionierkompanien ernannt und nach Berlin versetzt. Von Herbst 1810 bis März 1812 nahm er an den praktisch-technischen Übungen der brandenburgischen Pionier-Kompanien teil. Am 25. März 1812 wurde er als Platzingenieur in die Festung Silberberg versetzt und zum wirklichen Kapitän befördert. Ab dem 20. Januar 1813 leitete er die dortigen Arbeiten an der Festung. Im Mai kam er mit dem gleichen Auftrag nach Glatz und dann nach Schweitnitz. Dafür erhielt er eine Belobigung vom König.
Während der Befreiungskriege war er an der Einnahme von Wittenberg beteiligt, wofür er mit dem Eisernen Kreuz II. Klasse und dem Wladimir-Orden IV. Klasse ausgezeichnet wurde. Am 7. April 1815 kam er nach Koblenz, um an der Festung zu arbeiten.
Nachdem er am 12. April 1815 zum Major aufgestiegen war, wurde er am 10. Juni 1815 Platzingenieur in Köln und kam 1816 zur 3. Ingenieurinspektion. Er wurde am 3. Februar 1819 Inspekteur der 2. Rheinischen Festungsinspektion. Am 3. August 1822 bekam er den russischen St. Annen-Orden II. Klasse, am 16. Januar 1824 den Roten Adlerorden III. Klasse und dazu 1825 das Dienstkreuz. Jachnick avancierte schließlich am 7. April 1828 zum Oberstleutnant und am 4. April 1831 zum Oberst. Am 18. Januar 1833 hat er die Schleife zum Roten Adlerorden III. Klasse und am 4. März 1837 seinen Abschied als Generalmajor erhalten. Seine Stelle als Inspekteur behielt er aber zunächst noch. Er starb am 22. Juli 1851 im Alter von 81 Jahren und wurde am 25. Juli auf dem Kölner Melaten-Friedhof beigesetzt.